# Полюс (комплексный анализ)

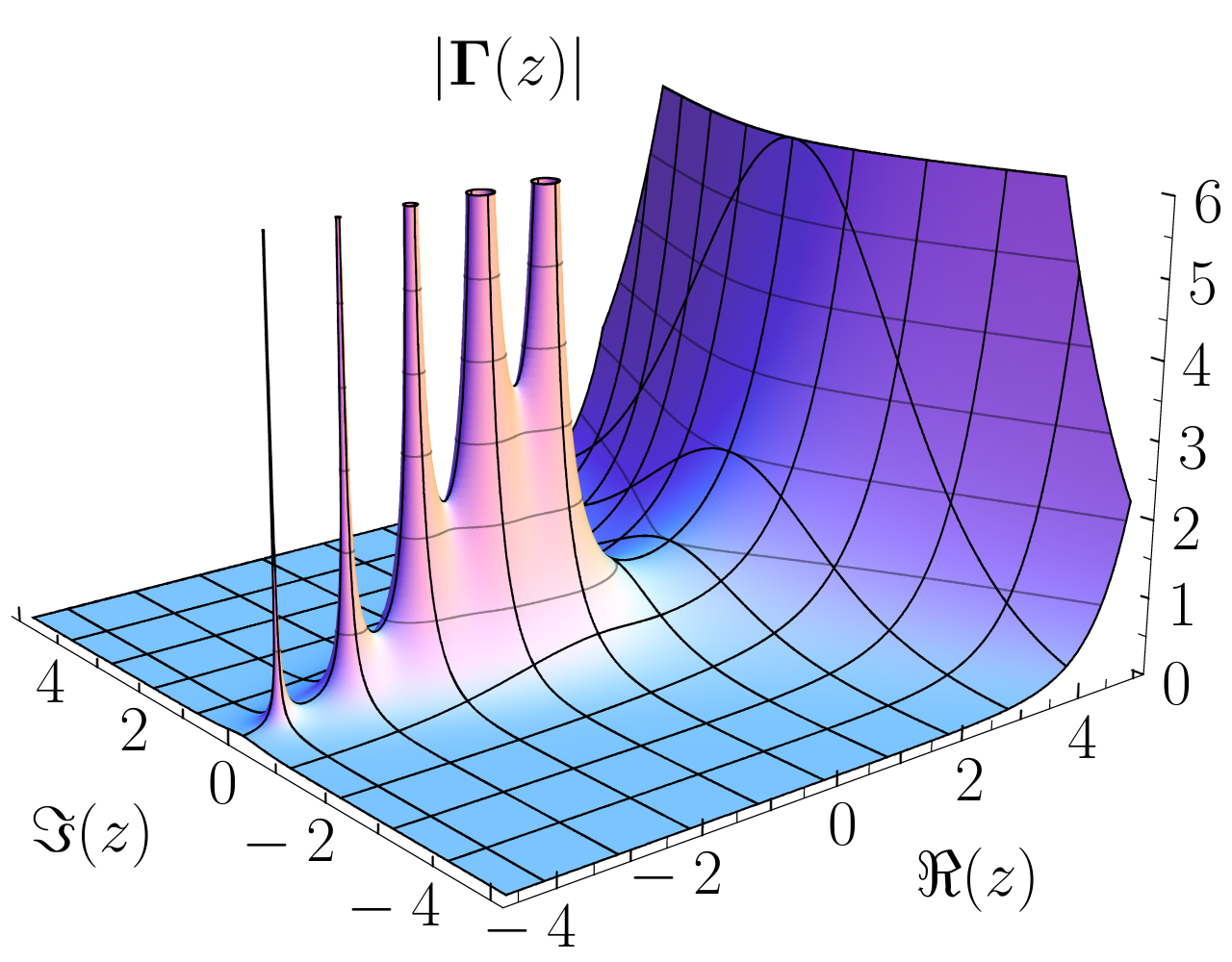
Модуль Гамма-функции. Слева (Re z<0) у функции есть полюса, в них она стремится к бесконечности. Справа (Re z>0) полюсов нет, функция всюду конечна.

Изолированная особая точка {\displaystyle z_{0}} называется полюсом функции {\displaystyle f(z)}, 
голоморфной в некоторой проколотой окрестности этой точки, 
если существует предел
{\displaystyle \lim _{z\to {z_{0}}}f(z)=\infty }.

## Критерии полюса
- Точка {\displaystyle z_{0}} является полюсом тогда, и только тогда, когда в разложении функции {\displaystyle f(z)} в ряд Лорана в проколотой окрестности точки {\displaystyle z_{0}} главная часть содержит конечное число отличных от нуля членов, то есть

{\displaystyle f(z)=\sum _{k=-\infty }^{\infty }{f_{k}}(z-z_{0})^{k}=P(z)+f_{-n}(z-z_{0})^{-n}+\ldots +f_{-1}(z-z_{0})^{-1}},
где {\displaystyle P(z)} — правильная часть ряда Лорана.
Если {\displaystyle f_{-n}\neq \ 0}, то {\displaystyle z_{0}} называется полюсом порядка {\displaystyle n}.
Если {\displaystyle n=1}, то полюс называется простым.
- Точка {\displaystyle z_{0}} является полюсом порядка {\displaystyle k} тогда и только тогда, когда {\displaystyle \lim _{z\to {z_{0}}}f(z)(z-z_{0})^{k-1}=\infty }, а {\displaystyle \lim _{z\to {z_{0}}}f(z)(z-z_{0})^{k}\neq \infty }
- Точка {\displaystyle z_{0}} является полюсом порядка {\displaystyle k} тогда и только тогда, когда она является для функции {\displaystyle F(z)={\frac {1}{f(z)}}} нулем порядка {\displaystyle k}.